# Nederlandse Antillen op de Olympische Zomerspelen 1960
De Nederlandse Antillen nam deel aan de Olympische Zomerspelen 1960 in Rome, Italië. Het was de tweede deelname aan de Zomerspelen.
De vijf olympiërs namen deel bij het gewichtheffen.

## Deelnemers en resultaten
(m) = mannen, (v) = vrouwen 
| Sport         | Olympiër (deelname) | Discipline                          | Resultaat | Prestatie                                               |
| ------------- | ------------------- | ----------------------------------- | --------- | ------------------------------------------------------- |
| Gewichtheffen | Hector Curiel (1)   | bantamgewicht (tot 57 kg) (m)       | 11e       | 350,0 kg (drukken 87,5 / trekken 92,5 / stoten 125,0)   |
| Gewichtheffen | Rudy Monk (1)       | lichtgewicht (tot 67,5 kg (m)       | -         | - (drukken 110 / trekken - / stoten -)                  |
| Gewichtheffen | Ramiro Fermin (1)   | middenzwaargewicht (tot 90,0 kg (m) | 13e       | 395,0 kg (drukken 125,0 / trekken 125,0 / stoten 145,0) |
| Gewichtheffen | Jose Flores (1)     | middenzwaargewicht (tot 90,0 kg (m) | 14e       | 392,5 kg (drukken 135,0 / trekken 107,5 / stoten 150,0) |
| Gewichtheffen | Eduardo Adriana (1) | zwaargewicht (boven 90,0 kg (m)     | -         | - (drukken 155,0 / trekken 122,5 / stoten -)            |

Afghanistan · Argentinië · Australië · Bahama's · België · Bermuda · Birma · Brazilië · Brits-Guiana · Bulgarije · Canada · Ceylon · Chili · Colombia · Cuba · Denemarken · Duits eenheidsteam · Ethiopië · Fiji · Filipijnen · Finland · Frankrijk · Ghana · Griekenland · Groot-Brittannië · Haïti · Hongarije · Hongkong · Ierland · IJsland · India · Indonesië · Irak · Iran · Israël · Italië · Japan · Joegoslavië · Kenia · Libanon · Liberia · Liechtenstein · Luxemburg · Malakka · Malta · Marokko · Mexico · Monaco · Nederland · Nederlandse Antillen · Nieuw-Zeeland · Nigeria · Noorwegen · Oeganda · Oostenrijk · Pakistan · Panama · Peru · Polen · Portugal · Puerto Rico · Roemenië · San Marino · Singapore · Soedan · Sovjet-Unie · Spanje · Suriname · Taiwan · Thailand · Tsjecho-Slowakije · Tunesië · Turkije · Uruguay · Venezuela · Verenigde Arabische Republiek · Verenigde Staten · Vietnam · West-Indische Federatie · Zuid-Afrika · Zuid-Korea · Zuid-Rhodesië · Zweden · Zwitserland